# Глибоке (Глибоківський район)
Глибо́ке (каз. Глубокое) — селище, центр Глибоківського району Східноказахстанської області Казахстану. Адміністративний центр та єдиний населений пункт Глибоківської селищної адміністрації.
Населення — 10677 осіб (2021; 9652 у 2009, 10527 у 1999, 12553 у 1989).
Станом на 1989 рік селище мало статус селища міського типу.